# Sjarhej Schyhalka
Sjarhej Schyhalka (belarussisch Сяргей Жыгалка, russisch Сергей Александрович Жигалко Sergei Alexandrowitsch Schigalko, FIDE-Bezeichnung: Sergei Zhigalko, * 28. März 1989 in Minsk) ist ein belarussischer Schachspieler. Seit 2007 trägt er den Titel Großmeister im Schach.

## Leben
Er ist der Bruder von Andrej Schyhalka (* 1985), der ebenfalls Schachgroßmeister ist. Schyhalka wurde im Jahr 2003 Jugendeuropameister sowie im gleichen Jahr Jugendweltmeister der unter 14-Jährigen (der norwegische Jungstar Magnus Carlsen, 20 Monate jünger als Schyhalka, wurde Neunter). Im Jahr 2006 gewann er die Jugendeuropameisterschaft der unter 18-Jährigen in Herceg Novi (Montenegro). 2007 teilte er in der Landesmeisterschaft von Belarus den zweiten Platz, auch 2008 wurde er Zweiter. Im November 2009 belegte er, punktgleich mit dem Sieger Maxime Vachier-Lagrave, den zweiten Platz bei der Juniorenweltmeisterschaft in Puerto Madryn. Schyhalka nahm zweimal (2007 und 2011) am Schach-Weltpokal teil, scheiterte aber bei beiden Teilnahme bereits in der ersten Runde. Im Dezember 2017 gewann er die europäische Blitz-Meisterschaft in Katowice.
2004 wurde Schyhalka zum Internationalen Meister ernannt, die erforderlichen Normen erfüllte er bei der belarussischen Einzelmeisterschaft 2003, beim European Club Cup 2003, beim A-Skanska Cup 2004 und beim Stork Young Masters 2004 in Hengelo. Seit 2007 ist er Großmeister, die erforderlichen Normen erfüllte er bei den European Club Cups 2003 und 2005, beim Czech Open 2006 in Pardubice und beim Tschigorin Memorial 2006 in Sankt Petersburg.

## Nationalmannschaft
Mit der belarussischen Nationalmannschaft nahm Schyhalka an den Schacholympiaden 2008, 2010, 2012, 2014, 2016 und 2018 und den Mannschaftseuropameisterschaften 2013, 2017 und 2019 teil.

## Vereine
In Belarus spielt Schyhalka für die Mannschaft von Vesnianka Minsk, mit der er seit 2003 sechsmal am European Club Cup teilnahm. In der russischen Mannschaftsmeisterschaft spielte er 2011 für Jugra Chanty-Mansijsk und 2013 für PGMB Rostow am Don, mit beiden Vereinen nahm er auch am European Club Cup teil. Die ukrainische Mannschaftsmeisterschaft gewann Schyhalka 2010 mit A DAN DZO & PGMB Tschernihiw, mit denen er im selben Jahr auch den dritten Platz beim European Club Cup erreichte. In der polnischen Mannschaftsmeisterschaft spielte er 2010 und 2011 für LKS Pasjonat Dankowice, in der chinesischen Mannschaftsmeisterschaft 2012 für Zhejiang Yinzhou, in der spanischen Mannschaftsmeisterschaft 2010 für CA Mérida Patrimonio-Ajoblanco und in der französischen Top 12 2018 für C.E. de Bois-Colombes.